# 系図纂要
『系図纂要』（けいずさんよう）は、江戸時代末期の系譜集成。全102巻（103冊）。著者は『大日本野史』の著者でもある飯田忠彦とみられる。既存の系譜集や記録などを広く集めて再編纂している。

## 概要
水戸藩の『大日本史』編纂に対して諸国から情報が集められていたが、そのなかで系図も集まっていた。この系譜を収録したのが『諸家系図纂』であった。しかしこれらの系譜のなかには異なる伝承を持ち数種類の系図が存在するものも多かった。
この問題に対して編纂されたのが『系図纂要』である。系図の古典たる『尊卑分脈』を『諸家系図纂』に結びつけて再編纂しただけでなく、『寛政重修諸家譜』『藩翰譜』『諸家伝』『地下家伝』など先行の系図集や文献・地誌・記録類を広く渉猟し参考にして、宮家、藤原氏・菅原氏・紀氏・平氏・諸源氏などの諸氏・諸家ごとに集大成している。また大名・主要な幕臣・公家・社家などを収録範囲とし、可能な限り幕末まで系譜を伸ばしている。
正確な成立年は不明だが、内容の下限は安政3年（1856年）であることと、著者とみられる飯田が万延元年（1860年）に死去していることから、この時期に成立したとみられている。
はじめに略系、次に詳しい本系を載せる形式をとる。また大きな特徴として、異説の系譜を本系図中途に併記しており、後世の参考になるように系譜伝承の違いが示されている。
寛政期以降の系図を収録する貴重な史料である。
内閣文庫に原本があり、東京大学史料編纂所に謄写本がある。しかし異本もありこの2つが正しく伝わっているかは不明である。